# Josef Plachutta
Josef Plachutta, slov. Josip Plahuta (Zara, 13 maggio 1827 – Przemyśl, 22 luglio 1883), è stato un compositore di scacchi austriaco di origine slovena.
Nato da famiglia slovena in Dalmazia quando era parte dell'Impero austriaco, visse a Innsbruck, e per un certo tempo a Venezia. Compose problemi diretti in tre e più mosse e automatti. Nel 1862 ottenne il secondo premio al concorso problemistico di Londra.
Il suo nome è legato al tema Plachutta, tatticismo molto utilizzato nei problemi di scacchi. È costituito da un'interferenza tra due pezzi con analoga azione lineare, provocata da un sacrificio nella casa di intersezione, seguito dall'allontanamento del pezzo che cattura.
L'esempio che segue è tratto da un suo problema.
|   | a | b | c | d | e | f | g | h |   |
| 8 | d8 alfiere del bianco · g8 torre del nero · h7 torre del nero · e6 pedone del nero · f6 alfiere del nero · c5 cavallo del nero · e5 re del nero · c4 re del bianco · e4 pedone del bianco · c3 pedone del nero · d3 pedone del bianco · f3 donna del bianco · g1 torre del bianco | d8 alfiere del bianco · g8 torre del nero · h7 torre del nero · e6 pedone del nero · f6 alfiere del nero · c5 cavallo del nero · e5 re del nero · c4 re del bianco · e4 pedone del bianco · c3 pedone del nero · d3 pedone del bianco · f3 donna del bianco · g1 torre del bianco | d8 alfiere del bianco · g8 torre del nero · h7 torre del nero · e6 pedone del nero · f6 alfiere del nero · c5 cavallo del nero · e5 re del nero · c4 re del bianco · e4 pedone del bianco · c3 pedone del nero · d3 pedone del bianco · f3 donna del bianco · g1 torre del bianco | d8 alfiere del bianco · g8 torre del nero · h7 torre del nero · e6 pedone del nero · f6 alfiere del nero · c5 cavallo del nero · e5 re del nero · c4 re del bianco · e4 pedone del bianco · c3 pedone del nero · d3 pedone del bianco · f3 donna del bianco · g1 torre del bianco | d8 alfiere del bianco · g8 torre del nero · h7 torre del nero · e6 pedone del nero · f6 alfiere del nero · c5 cavallo del nero · e5 re del nero · c4 re del bianco · e4 pedone del bianco · c3 pedone del nero · d3 pedone del bianco · f3 donna del bianco · g1 torre del bianco | d8 alfiere del bianco · g8 torre del nero · h7 torre del nero · e6 pedone del nero · f6 alfiere del nero · c5 cavallo del nero · e5 re del nero · c4 re del bianco · e4 pedone del bianco · c3 pedone del nero · d3 pedone del bianco · f3 donna del bianco · g1 torre del bianco | d8 alfiere del bianco · g8 torre del nero · h7 torre del nero · e6 pedone del nero · f6 alfiere del nero · c5 cavallo del nero · e5 re del nero · c4 re del bianco · e4 pedone del bianco · c3 pedone del nero · d3 pedone del bianco · f3 donna del bianco · g1 torre del bianco | d8 alfiere del bianco · g8 torre del nero · h7 torre del nero · e6 pedone del nero · f6 alfiere del nero · c5 cavallo del nero · e5 re del nero · c4 re del bianco · e4 pedone del bianco · c3 pedone del nero · d3 pedone del bianco · f3 donna del bianco · g1 torre del bianco | 8 |
| 7 | d8 alfiere del bianco · g8 torre del nero · h7 torre del nero · e6 pedone del nero · f6 alfiere del nero · c5 cavallo del nero · e5 re del nero · c4 re del bianco · e4 pedone del bianco · c3 pedone del nero · d3 pedone del bianco · f3 donna del bianco · g1 torre del bianco | d8 alfiere del bianco · g8 torre del nero · h7 torre del nero · e6 pedone del nero · f6 alfiere del nero · c5 cavallo del nero · e5 re del nero · c4 re del bianco · e4 pedone del bianco · c3 pedone del nero · d3 pedone del bianco · f3 donna del bianco · g1 torre del bianco | d8 alfiere del bianco · g8 torre del nero · h7 torre del nero · e6 pedone del nero · f6 alfiere del nero · c5 cavallo del nero · e5 re del nero · c4 re del bianco · e4 pedone del bianco · c3 pedone del nero · d3 pedone del bianco · f3 donna del bianco · g1 torre del bianco | d8 alfiere del bianco · g8 torre del nero · h7 torre del nero · e6 pedone del nero · f6 alfiere del nero · c5 cavallo del nero · e5 re del nero · c4 re del bianco · e4 pedone del bianco · c3 pedone del nero · d3 pedone del bianco · f3 donna del bianco · g1 torre del bianco | d8 alfiere del bianco · g8 torre del nero · h7 torre del nero · e6 pedone del nero · f6 alfiere del nero · c5 cavallo del nero · e5 re del nero · c4 re del bianco · e4 pedone del bianco · c3 pedone del nero · d3 pedone del bianco · f3 donna del bianco · g1 torre del bianco | d8 alfiere del bianco · g8 torre del nero · h7 torre del nero · e6 pedone del nero · f6 alfiere del nero · c5 cavallo del nero · e5 re del nero · c4 re del bianco · e4 pedone del bianco · c3 pedone del nero · d3 pedone del bianco · f3 donna del bianco · g1 torre del bianco | d8 alfiere del bianco · g8 torre del nero · h7 torre del nero · e6 pedone del nero · f6 alfiere del nero · c5 cavallo del nero · e5 re del nero · c4 re del bianco · e4 pedone del bianco · c3 pedone del nero · d3 pedone del bianco · f3 donna del bianco · g1 torre del bianco | d8 alfiere del bianco · g8 torre del nero · h7 torre del nero · e6 pedone del nero · f6 alfiere del nero · c5 cavallo del nero · e5 re del nero · c4 re del bianco · e4 pedone del bianco · c3 pedone del nero · d3 pedone del bianco · f3 donna del bianco · g1 torre del bianco | 7 |
| 6 | d8 alfiere del bianco · g8 torre del nero · h7 torre del nero · e6 pedone del nero · f6 alfiere del nero · c5 cavallo del nero · e5 re del nero · c4 re del bianco · e4 pedone del bianco · c3 pedone del nero · d3 pedone del bianco · f3 donna del bianco · g1 torre del bianco | d8 alfiere del bianco · g8 torre del nero · h7 torre del nero · e6 pedone del nero · f6 alfiere del nero · c5 cavallo del nero · e5 re del nero · c4 re del bianco · e4 pedone del bianco · c3 pedone del nero · d3 pedone del bianco · f3 donna del bianco · g1 torre del bianco | d8 alfiere del bianco · g8 torre del nero · h7 torre del nero · e6 pedone del nero · f6 alfiere del nero · c5 cavallo del nero · e5 re del nero · c4 re del bianco · e4 pedone del bianco · c3 pedone del nero · d3 pedone del bianco · f3 donna del bianco · g1 torre del bianco | d8 alfiere del bianco · g8 torre del nero · h7 torre del nero · e6 pedone del nero · f6 alfiere del nero · c5 cavallo del nero · e5 re del nero · c4 re del bianco · e4 pedone del bianco · c3 pedone del nero · d3 pedone del bianco · f3 donna del bianco · g1 torre del bianco | d8 alfiere del bianco · g8 torre del nero · h7 torre del nero · e6 pedone del nero · f6 alfiere del nero · c5 cavallo del nero · e5 re del nero · c4 re del bianco · e4 pedone del bianco · c3 pedone del nero · d3 pedone del bianco · f3 donna del bianco · g1 torre del bianco | d8 alfiere del bianco · g8 torre del nero · h7 torre del nero · e6 pedone del nero · f6 alfiere del nero · c5 cavallo del nero · e5 re del nero · c4 re del bianco · e4 pedone del bianco · c3 pedone del nero · d3 pedone del bianco · f3 donna del bianco · g1 torre del bianco | d8 alfiere del bianco · g8 torre del nero · h7 torre del nero · e6 pedone del nero · f6 alfiere del nero · c5 cavallo del nero · e5 re del nero · c4 re del bianco · e4 pedone del bianco · c3 pedone del nero · d3 pedone del bianco · f3 donna del bianco · g1 torre del bianco | d8 alfiere del bianco · g8 torre del nero · h7 torre del nero · e6 pedone del nero · f6 alfiere del nero · c5 cavallo del nero · e5 re del nero · c4 re del bianco · e4 pedone del bianco · c3 pedone del nero · d3 pedone del bianco · f3 donna del bianco · g1 torre del bianco | 6 |
| 5 | d8 alfiere del bianco · g8 torre del nero · h7 torre del nero · e6 pedone del nero · f6 alfiere del nero · c5 cavallo del nero · e5 re del nero · c4 re del bianco · e4 pedone del bianco · c3 pedone del nero · d3 pedone del bianco · f3 donna del bianco · g1 torre del bianco | d8 alfiere del bianco · g8 torre del nero · h7 torre del nero · e6 pedone del nero · f6 alfiere del nero · c5 cavallo del nero · e5 re del nero · c4 re del bianco · e4 pedone del bianco · c3 pedone del nero · d3 pedone del bianco · f3 donna del bianco · g1 torre del bianco | d8 alfiere del bianco · g8 torre del nero · h7 torre del nero · e6 pedone del nero · f6 alfiere del nero · c5 cavallo del nero · e5 re del nero · c4 re del bianco · e4 pedone del bianco · c3 pedone del nero · d3 pedone del bianco · f3 donna del bianco · g1 torre del bianco | d8 alfiere del bianco · g8 torre del nero · h7 torre del nero · e6 pedone del nero · f6 alfiere del nero · c5 cavallo del nero · e5 re del nero · c4 re del bianco · e4 pedone del bianco · c3 pedone del nero · d3 pedone del bianco · f3 donna del bianco · g1 torre del bianco | d8 alfiere del bianco · g8 torre del nero · h7 torre del nero · e6 pedone del nero · f6 alfiere del nero · c5 cavallo del nero · e5 re del nero · c4 re del bianco · e4 pedone del bianco · c3 pedone del nero · d3 pedone del bianco · f3 donna del bianco · g1 torre del bianco | d8 alfiere del bianco · g8 torre del nero · h7 torre del nero · e6 pedone del nero · f6 alfiere del nero · c5 cavallo del nero · e5 re del nero · c4 re del bianco · e4 pedone del bianco · c3 pedone del nero · d3 pedone del bianco · f3 donna del bianco · g1 torre del bianco | d8 alfiere del bianco · g8 torre del nero · h7 torre del nero · e6 pedone del nero · f6 alfiere del nero · c5 cavallo del nero · e5 re del nero · c4 re del bianco · e4 pedone del bianco · c3 pedone del nero · d3 pedone del bianco · f3 donna del bianco · g1 torre del bianco | d8 alfiere del bianco · g8 torre del nero · h7 torre del nero · e6 pedone del nero · f6 alfiere del nero · c5 cavallo del nero · e5 re del nero · c4 re del bianco · e4 pedone del bianco · c3 pedone del nero · d3 pedone del bianco · f3 donna del bianco · g1 torre del bianco | 5 |
| 4 | d8 alfiere del bianco · g8 torre del nero · h7 torre del nero · e6 pedone del nero · f6 alfiere del nero · c5 cavallo del nero · e5 re del nero · c4 re del bianco · e4 pedone del bianco · c3 pedone del nero · d3 pedone del bianco · f3 donna del bianco · g1 torre del bianco | d8 alfiere del bianco · g8 torre del nero · h7 torre del nero · e6 pedone del nero · f6 alfiere del nero · c5 cavallo del nero · e5 re del nero · c4 re del bianco · e4 pedone del bianco · c3 pedone del nero · d3 pedone del bianco · f3 donna del bianco · g1 torre del bianco | d8 alfiere del bianco · g8 torre del nero · h7 torre del nero · e6 pedone del nero · f6 alfiere del nero · c5 cavallo del nero · e5 re del nero · c4 re del bianco · e4 pedone del bianco · c3 pedone del nero · d3 pedone del bianco · f3 donna del bianco · g1 torre del bianco | d8 alfiere del bianco · g8 torre del nero · h7 torre del nero · e6 pedone del nero · f6 alfiere del nero · c5 cavallo del nero · e5 re del nero · c4 re del bianco · e4 pedone del bianco · c3 pedone del nero · d3 pedone del bianco · f3 donna del bianco · g1 torre del bianco | d8 alfiere del bianco · g8 torre del nero · h7 torre del nero · e6 pedone del nero · f6 alfiere del nero · c5 cavallo del nero · e5 re del nero · c4 re del bianco · e4 pedone del bianco · c3 pedone del nero · d3 pedone del bianco · f3 donna del bianco · g1 torre del bianco | d8 alfiere del bianco · g8 torre del nero · h7 torre del nero · e6 pedone del nero · f6 alfiere del nero · c5 cavallo del nero · e5 re del nero · c4 re del bianco · e4 pedone del bianco · c3 pedone del nero · d3 pedone del bianco · f3 donna del bianco · g1 torre del bianco | d8 alfiere del bianco · g8 torre del nero · h7 torre del nero · e6 pedone del nero · f6 alfiere del nero · c5 cavallo del nero · e5 re del nero · c4 re del bianco · e4 pedone del bianco · c3 pedone del nero · d3 pedone del bianco · f3 donna del bianco · g1 torre del bianco | d8 alfiere del bianco · g8 torre del nero · h7 torre del nero · e6 pedone del nero · f6 alfiere del nero · c5 cavallo del nero · e5 re del nero · c4 re del bianco · e4 pedone del bianco · c3 pedone del nero · d3 pedone del bianco · f3 donna del bianco · g1 torre del bianco | 4 |
| 3 | d8 alfiere del bianco · g8 torre del nero · h7 torre del nero · e6 pedone del nero · f6 alfiere del nero · c5 cavallo del nero · e5 re del nero · c4 re del bianco · e4 pedone del bianco · c3 pedone del nero · d3 pedone del bianco · f3 donna del bianco · g1 torre del bianco | d8 alfiere del bianco · g8 torre del nero · h7 torre del nero · e6 pedone del nero · f6 alfiere del nero · c5 cavallo del nero · e5 re del nero · c4 re del bianco · e4 pedone del bianco · c3 pedone del nero · d3 pedone del bianco · f3 donna del bianco · g1 torre del bianco | d8 alfiere del bianco · g8 torre del nero · h7 torre del nero · e6 pedone del nero · f6 alfiere del nero · c5 cavallo del nero · e5 re del nero · c4 re del bianco · e4 pedone del bianco · c3 pedone del nero · d3 pedone del bianco · f3 donna del bianco · g1 torre del bianco | d8 alfiere del bianco · g8 torre del nero · h7 torre del nero · e6 pedone del nero · f6 alfiere del nero · c5 cavallo del nero · e5 re del nero · c4 re del bianco · e4 pedone del bianco · c3 pedone del nero · d3 pedone del bianco · f3 donna del bianco · g1 torre del bianco | d8 alfiere del bianco · g8 torre del nero · h7 torre del nero · e6 pedone del nero · f6 alfiere del nero · c5 cavallo del nero · e5 re del nero · c4 re del bianco · e4 pedone del bianco · c3 pedone del nero · d3 pedone del bianco · f3 donna del bianco · g1 torre del bianco | d8 alfiere del bianco · g8 torre del nero · h7 torre del nero · e6 pedone del nero · f6 alfiere del nero · c5 cavallo del nero · e5 re del nero · c4 re del bianco · e4 pedone del bianco · c3 pedone del nero · d3 pedone del bianco · f3 donna del bianco · g1 torre del bianco | d8 alfiere del bianco · g8 torre del nero · h7 torre del nero · e6 pedone del nero · f6 alfiere del nero · c5 cavallo del nero · e5 re del nero · c4 re del bianco · e4 pedone del bianco · c3 pedone del nero · d3 pedone del bianco · f3 donna del bianco · g1 torre del bianco | d8 alfiere del bianco · g8 torre del nero · h7 torre del nero · e6 pedone del nero · f6 alfiere del nero · c5 cavallo del nero · e5 re del nero · c4 re del bianco · e4 pedone del bianco · c3 pedone del nero · d3 pedone del bianco · f3 donna del bianco · g1 torre del bianco | 3 |
| 2 | d8 alfiere del bianco · g8 torre del nero · h7 torre del nero · e6 pedone del nero · f6 alfiere del nero · c5 cavallo del nero · e5 re del nero · c4 re del bianco · e4 pedone del bianco · c3 pedone del nero · d3 pedone del bianco · f3 donna del bianco · g1 torre del bianco | d8 alfiere del bianco · g8 torre del nero · h7 torre del nero · e6 pedone del nero · f6 alfiere del nero · c5 cavallo del nero · e5 re del nero · c4 re del bianco · e4 pedone del bianco · c3 pedone del nero · d3 pedone del bianco · f3 donna del bianco · g1 torre del bianco | d8 alfiere del bianco · g8 torre del nero · h7 torre del nero · e6 pedone del nero · f6 alfiere del nero · c5 cavallo del nero · e5 re del nero · c4 re del bianco · e4 pedone del bianco · c3 pedone del nero · d3 pedone del bianco · f3 donna del bianco · g1 torre del bianco | d8 alfiere del bianco · g8 torre del nero · h7 torre del nero · e6 pedone del nero · f6 alfiere del nero · c5 cavallo del nero · e5 re del nero · c4 re del bianco · e4 pedone del bianco · c3 pedone del nero · d3 pedone del bianco · f3 donna del bianco · g1 torre del bianco | d8 alfiere del bianco · g8 torre del nero · h7 torre del nero · e6 pedone del nero · f6 alfiere del nero · c5 cavallo del nero · e5 re del nero · c4 re del bianco · e4 pedone del bianco · c3 pedone del nero · d3 pedone del bianco · f3 donna del bianco · g1 torre del bianco | d8 alfiere del bianco · g8 torre del nero · h7 torre del nero · e6 pedone del nero · f6 alfiere del nero · c5 cavallo del nero · e5 re del nero · c4 re del bianco · e4 pedone del bianco · c3 pedone del nero · d3 pedone del bianco · f3 donna del bianco · g1 torre del bianco | d8 alfiere del bianco · g8 torre del nero · h7 torre del nero · e6 pedone del nero · f6 alfiere del nero · c5 cavallo del nero · e5 re del nero · c4 re del bianco · e4 pedone del bianco · c3 pedone del nero · d3 pedone del bianco · f3 donna del bianco · g1 torre del bianco | d8 alfiere del bianco · g8 torre del nero · h7 torre del nero · e6 pedone del nero · f6 alfiere del nero · c5 cavallo del nero · e5 re del nero · c4 re del bianco · e4 pedone del bianco · c3 pedone del nero · d3 pedone del bianco · f3 donna del bianco · g1 torre del bianco | 2 |
| 1 | d8 alfiere del bianco · g8 torre del nero · h7 torre del nero · e6 pedone del nero · f6 alfiere del nero · c5 cavallo del nero · e5 re del nero · c4 re del bianco · e4 pedone del bianco · c3 pedone del nero · d3 pedone del bianco · f3 donna del bianco · g1 torre del bianco | d8 alfiere del bianco · g8 torre del nero · h7 torre del nero · e6 pedone del nero · f6 alfiere del nero · c5 cavallo del nero · e5 re del nero · c4 re del bianco · e4 pedone del bianco · c3 pedone del nero · d3 pedone del bianco · f3 donna del bianco · g1 torre del bianco | d8 alfiere del bianco · g8 torre del nero · h7 torre del nero · e6 pedone del nero · f6 alfiere del nero · c5 cavallo del nero · e5 re del nero · c4 re del bianco · e4 pedone del bianco · c3 pedone del nero · d3 pedone del bianco · f3 donna del bianco · g1 torre del bianco | d8 alfiere del bianco · g8 torre del nero · h7 torre del nero · e6 pedone del nero · f6 alfiere del nero · c5 cavallo del nero · e5 re del nero · c4 re del bianco · e4 pedone del bianco · c3 pedone del nero · d3 pedone del bianco · f3 donna del bianco · g1 torre del bianco | d8 alfiere del bianco · g8 torre del nero · h7 torre del nero · e6 pedone del nero · f6 alfiere del nero · c5 cavallo del nero · e5 re del nero · c4 re del bianco · e4 pedone del bianco · c3 pedone del nero · d3 pedone del bianco · f3 donna del bianco · g1 torre del bianco | d8 alfiere del bianco · g8 torre del nero · h7 torre del nero · e6 pedone del nero · f6 alfiere del nero · c5 cavallo del nero · e5 re del nero · c4 re del bianco · e4 pedone del bianco · c3 pedone del nero · d3 pedone del bianco · f3 donna del bianco · g1 torre del bianco | d8 alfiere del bianco · g8 torre del nero · h7 torre del nero · e6 pedone del nero · f6 alfiere del nero · c5 cavallo del nero · e5 re del nero · c4 re del bianco · e4 pedone del bianco · c3 pedone del nero · d3 pedone del bianco · f3 donna del bianco · g1 torre del bianco | d8 alfiere del bianco · g8 torre del nero · h7 torre del nero · e6 pedone del nero · f6 alfiere del nero · c5 cavallo del nero · e5 re del nero · c4 re del bianco · e4 pedone del bianco · c3 pedone del nero · d3 pedone del bianco · f3 donna del bianco · g1 torre del bianco | 1 |
|   | a | b | c | d | e | f | g | h |   |

Soluzione:
1. Tg7!  sacrificio tematico del Plachutta: la torre si sacrifica per deviare uno dei tre pezzi che possono catturare;

1. ...Thxg7  (se 1. ...Tgxg7 2. Ac7+ Txc7 3. Dg3#;  se 1. ...Axg7 2. Dg3#)

2. Dg3+!  Txg3

3. Ac7#